# Липатов, Александр Евгеньевич
Александр Евгеньевич Липатов (10 июня 1981 года, Ленинград) — российский спортсмен, капитан сборной России по гребному слалому, участник летних Олимпийских игр в Пекине и Лондоне.
Дважды Александру удавалось выйти в полуфинал соревнований. В 2008 году он занял 9-е место, а в 2012 году остановился на 11-й позиции.
- Студент Санкт-Петербургского ГУФК.
- Первый тренер — А. Иванов.
- Выступает за гребной клуб «Знамя» (Санкт-Петербург).
- В сборной команде с 1998 г.
- Тренер — А. Иванов.

Результаты: Чемпионат Европы 2007 — 8-е место, каноэ-одиночка.